# 巴塞隆拿地鐵5號線

巴塞羅那地鐵5號線路線圖

巴塞羅那地鐵5號線是巴塞羅那地鐵的線路之一，線路代表色為藍色。5號線通車於1959年，最初名為2號線。5號線全長18.8公里，共設有26個車站，由巴塞羅那市交通局（TMB）運營。5號線途徑聖家堂等著名觀光景點。

## 外部連結
- Official site for Transports Metropolitans de Barcelona （页面存档备份，存于）

41°25′48″N 2°09′43″E / 41.430°N 2.162°E